# Plage d'Hietaniemi
Pour les articles homonymes, voir Hietaniemi (homonymie).
La plage d'Hietaniemi (en finnois : Hietaranta, surnommée Hietsu) est une plage du centre d’Helsinki. 
Elle est située dans la pésinsule d'Hietaniemi dd quartier de Töölö à proximité du Cimetière de Hietaniemi. 
C’est la plage la plus populaire du centre d’Helsinki. 

## Histoire de la plage
Au début du XXe siècle la pésinsule d'Hietaniemi est utilisée comme  décharge puis est convertie en zone de stockage de sable. Pendant des années le sable est apporté  de la mer par des barges. Ce sable n’a jamais été utilisé et il sera étalé sur place. En 1929, les habitants voisins adoptent cet espace comme plage de sable.
Par sa proximité du centre ville elle est de nos jours une destination très fréquentée l’été par les habitants et les touristes.

## Autres activités
C’est aussi une zone pour jouer au Beach-volley. Depuis 1995 on y organise le tournoi de Beach-volley de Hietsu.
On y organise aussi Concerts de Rock, par exemple Rihanna s'y est produite l'été 2011, en 2013 et 2017 le festival Rock the Beach, en 2014 le  Festival Sonisphere et en 2018 le Weekend Festival.

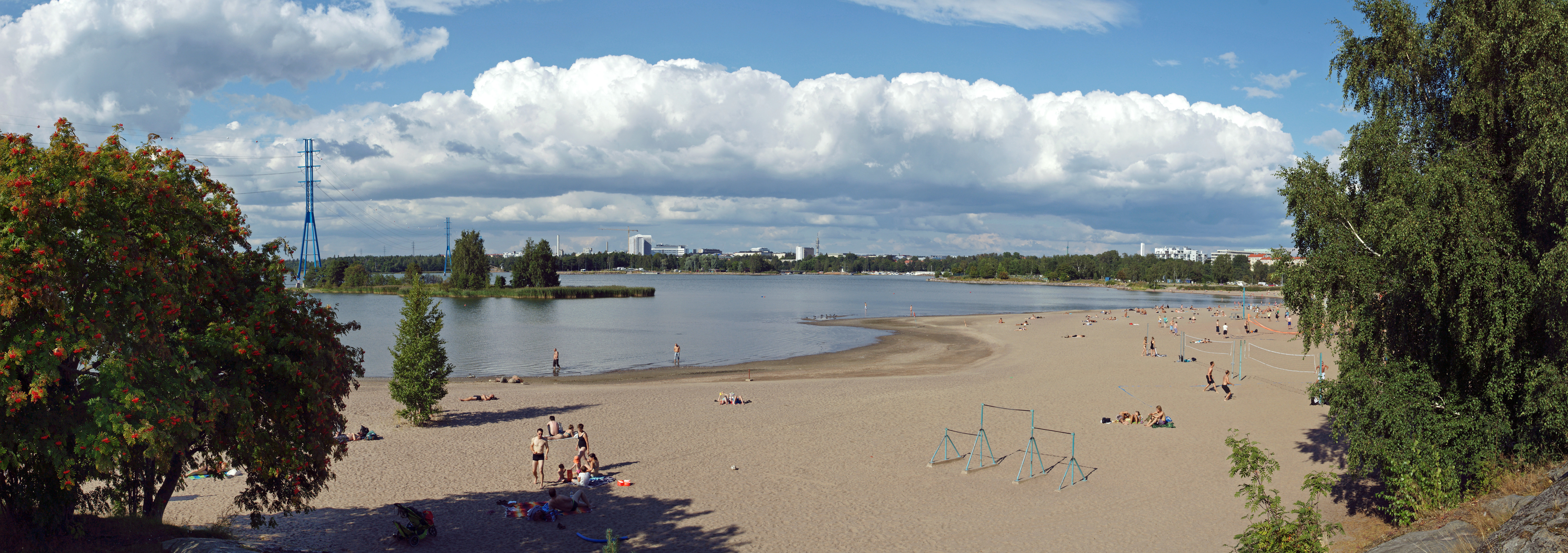
Hietaranta en août 2012.